# Wilwerdange
Wilwerdange (Luxemburgs: Wilwerdang, Duits: Wilwerdingen) is een plaats in de gemeente Troisvierges en het kanton Clervaux in Luxemburg.
Wilwerdange telt 251 inwoners (2001).
In het dorp staat de Sint-Lambertuskerk.

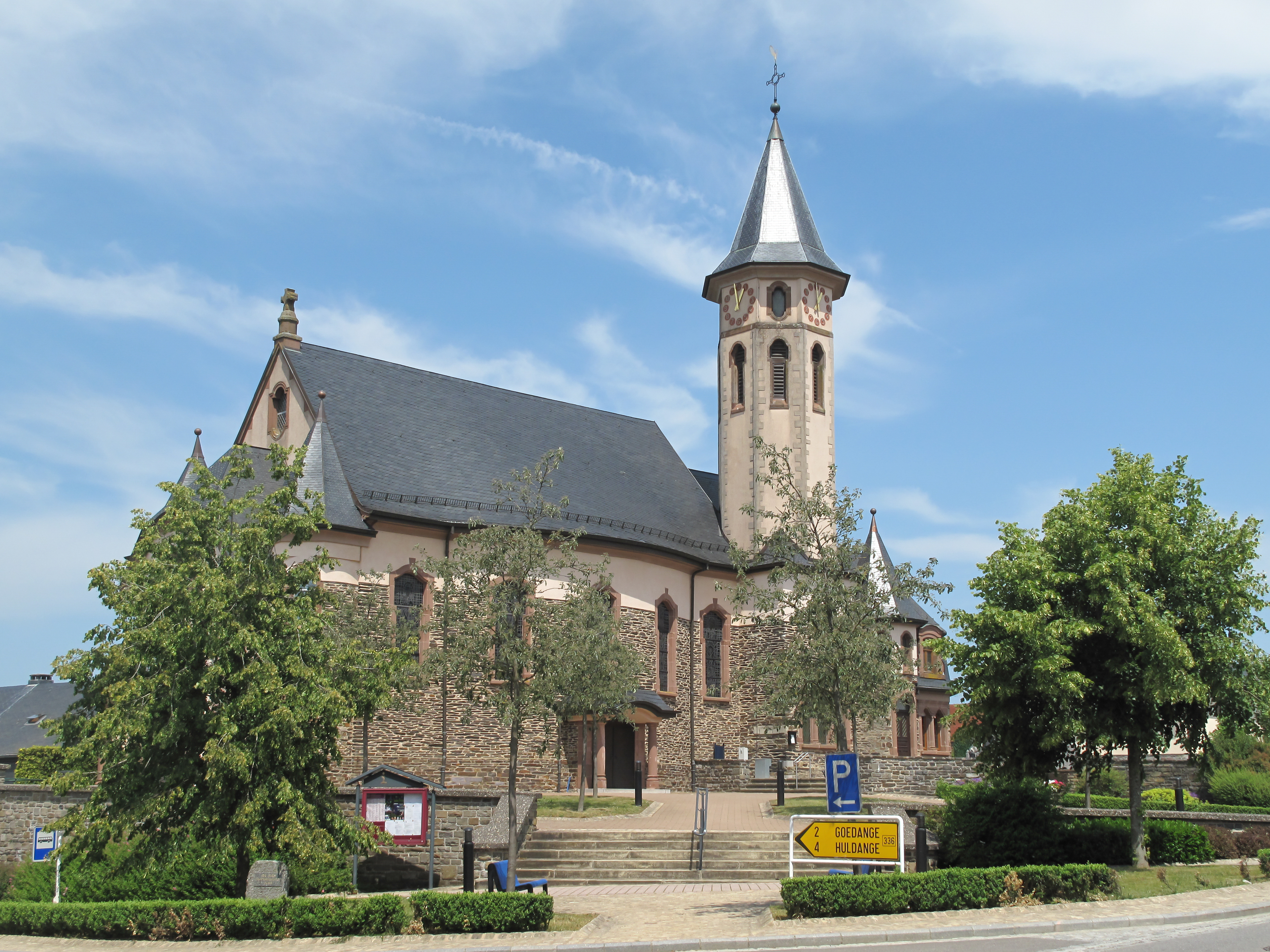
Wilwerdange, kerk

## Nabijgelegen kernen
Weiswampach, Malscheid, Holler, Binsfeld, Drinklange, Goedange
Basbellain · Biwisch · Drinklange · Goedange · Hautbellain · Huldange · Wilwerdange

Luxemburgse gemeenten · Kanton Clervaux · Luxemburg